# Радостин Дамасков
Радостин Апостолов Дамасков е български скулптор и художник, един от представители на съвременната българска живопис, скулптура и монументална скулптура. Живее и работи в Бургас.

## Биография
Роден е през 1957 г. в Бургас, завършва скулптура във Великотърновския университет. От 1987 г. е член на Съюза на българските художници. Участва в редица изложби и симпозиуми по скулптура в България и чужбина, сред които в Бургас през 1977 г., в Созопол през 1995 г., в Грузия през 1998 г., в Армения през 1999 г. Има участия и в международните конкурси по малка пластика в Будапеща през 1989 г. и в Равена през 1997 г.
За скулптура в камък и бронз е награден от Министерствата на културата на Унгария, Грузия и Армения. Негови творби са притежание на музея за модерно изкуство в Кьолн, както и на известни галерии в България, Германия, Белгия, Холандия. Автор е на наградите на Бургаската гражданска камара за обществени заслуги на името на Димитър Бракалов, на национален конкурс „Сезони“, на национален фолклорен фестивал „Божура“, на редица награди на община Бургас и други престижни отличия.
Член е на Дружеството на бургаските художници в чиято дейност участва активно.
От средата на 1990-те до 2007 година е преподавател по скулптура в СОУ „Св. св. Кирил и Методий“ в град Бургас.

## Творби
Пъпът на Бургас е произведение на Дамасков поставено в средата на Нулевия километър на Бургас, отбелязващ неговите точни координати. Произведението наподобява щит, на които са изобразени символите на града. Символите изобразени на медния диск са тризъбец (Ψ), символизиращ жезълът на Нептун; три риби като символ на Исус Христос; корабът на аргонавтите, като символ на пристанището и черноморско корабоплаване и лавровият венец, като символ на богатата история на Бургас. Произведението е поставено по време на обновяването на централната градска част през 2011 г. и се намира на кръстовището на улиците „Кирил и Методий“ и „Александровска“ в централната пешеходна зона.
Дамасков е автор и на паметника на Петя Дубарова в Морската градина на Бургас, изработен след спечелен конкурс.